# Michel Delpech
Jean-Michel Delpech (* 26. Januar 1946 in Courbevoie, Île-de-France; † 2. Januar 2016 in Puteaux, Île-de-France) war ein französischer Sänger, Komponist und Autor. Im Film Die Liebenden – von der Last, glücklich zu sein trat er zudem als Schauspieler in Erscheinung.

## Leben

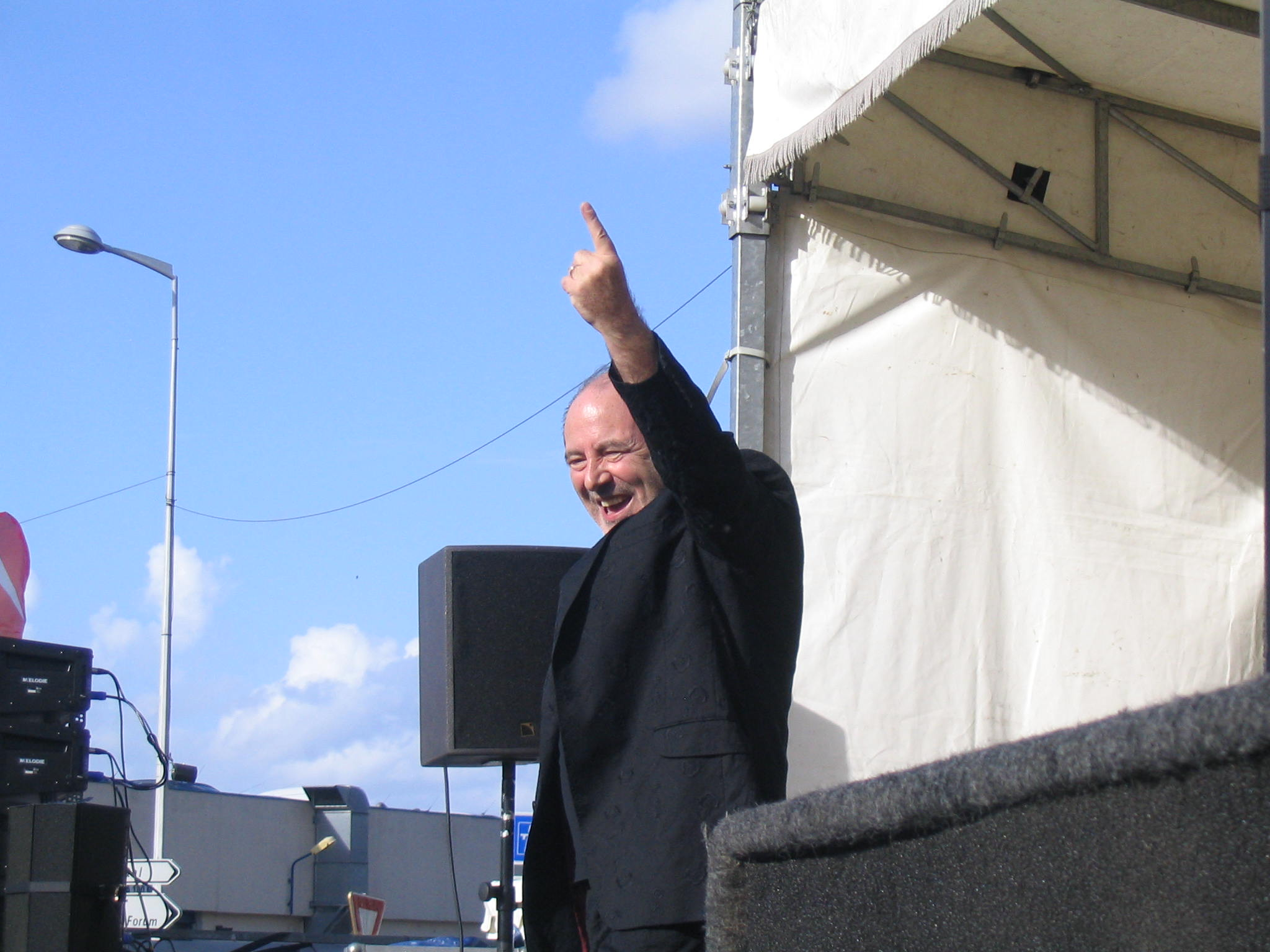
Michel Delpech (2006)

Delpech wuchs in einer Arbeiterfamilie auf. Bereits als 18-Jähriger veröffentlichte er sein erstes Album. 1966 heiratete er die Sängerin Chantal Simon, aus der Ehe gingen zwei Kinder hervor. Nach der Scheidung 1978 litt Delpech längere Zeit an Depressionen. 1985 ehelichte er Geneviève Garnier-Fabre. Ein gemeinsamer Sohn wurde 1990 geboren.
Zu seinen größten Erfolgen gehörte Pour un flirt, das 1971 ein europäischer Hit war, sieben Wochen lang in Belgien auf Platz 1 der Charts stand und auch in Frankreich eine Woche lang den ersten Platz belegte. Weitere Nummer-1-Hits von Michel Delpech in Frankreich waren Wight Is Wight (1969), Les divorcés (1974) (das französische Original des Udo-Jürgens-Titels Geschieden) sowie das Album Michel Delpech & (2007). Pierre Bertrand arrangierte für ihn. Delpech veröffentlichte auch einige Lieder in deutscher Sprache, so zum Beispiel Pour un flirt unter dem Titel Ich paß’ gut auf Dich auf (1971), Ich denk’ an dich (Je pense à toi, 1975) und Ich hab’ auf sie gehofft (Je l’attendais).
Im März 2015 erschien sein Buch „Vivre!“, in dem er seinen Kampf gegen den Kehlkopfkrebs beschrieb und seine Angst, nicht mehr singen zu können. Er verstarb an dieser Krankheit wenige Tage vor seinem 70. Geburtstag in einem Krankenhaus im Pariser Vorort Puteaux.

## Diskografie

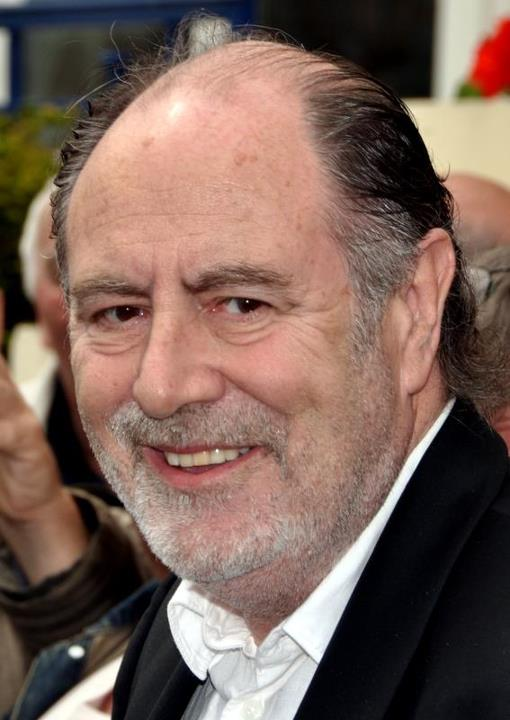
Michel Delpech (2012)

### Studioalben
| Jahr | Titel            | Höchstplatzierung, Gesamtwochen, AuszeichnungChartplatzierungen (Jahr, Titel, Platzierungen, Wochen, Auszeichnungen, Anmerkungen) | Höchstplatzierung, Gesamtwochen, AuszeichnungChartplatzierungen (Jahr, Titel, Platzierungen, Wochen, Auszeichnungen, Anmerkungen) | Höchstplatzierung, Gesamtwochen, AuszeichnungChartplatzierungen (Jahr, Titel, Platzierungen, Wochen, Auszeichnungen, Anmerkungen) | Anmerkungen                         |
| Jahr | Titel            | FR | BEW | CH | Anmerkungen                         |
| ---- | ---------------- | --- | --- | --- | ----------------------------------- |
| 2004 | Comme vous       | FR54 (13 Wo.)FR | BEW82 (2 Wo.)BEW | — |                                     |
| 2006 | Michel Delpech & | FR1 Gold · (75 Wo.)FR | BEW7 (26 Wo.)BEW | CH65 (2 Wo.)CH |                                     |
| 2009 | Sexa             | FR21 (16 Wo.)FR | BEW25 (9 Wo.)BEW | — | Erstveröffentlichung: 15. Juni 2009 |

Weitere Studioalben
- 1966: Inventaire 66
- 1969: Il y a des jours où on ferait mieux de rester au lit
- 1970: Album
- 1974: Je L'attendais – Le chasseur (FR: Gold)
- 1975: Quand j’étais chanteur
- 1979: 5000 kilomètres
- 1986: Oubliez tout ce que je vous ai dit
- 1988: Michel Delpech (FR: Gold)
- 1991: Les Voix du Brésil
- 1997: Le Roi de rien
- 1999: Cadeau de Noël
- 2006: Michel Delpech &
- 2009: Sexa

### Livealben
| Jahr | Titel                   | Höchstplatzierung, Gesamtwochen, AuszeichnungChartplatzierungen (Jahr, Titel, Platzierungen, Wochen, Auszeichnungen, Anmerkungen) | Höchstplatzierung, Gesamtwochen, AuszeichnungChartplatzierungen (Jahr, Titel, Platzierungen, Wochen, Auszeichnungen, Anmerkungen) | Höchstplatzierung, Gesamtwochen, AuszeichnungChartplatzierungen (Jahr, Titel, Platzierungen, Wochen, Auszeichnungen, Anmerkungen) | Anmerkungen                            |
| Jahr | Titel                   | FR | BEW | CH | Anmerkungen                            |
| ---- | ----------------------- | --- | --- | --- | -------------------------------------- |
| 2005 | Ce lundi-là au Bataclan | FR129 (2 Wo.)FR | — | — | Erstveröffentlichung: 31. Oktober 2005 |
| 2007 | Live au Grand Rex       | FR86 (6 Wo.)FR | — | — |                                        |

Weitere Livealben
- 1972: Olympia 1972

### Kompilationen
| Jahr | Titel                                       | Höchstplatzierung, Gesamtwochen, AuszeichnungChartplatzierungen (Jahr, Titel, Platzierungen, Wochen, Auszeichnungen, Anmerkungen) | Höchstplatzierung, Gesamtwochen, AuszeichnungChartplatzierungen (Jahr, Titel, Platzierungen, Wochen, Auszeichnungen, Anmerkungen) | Höchstplatzierung, Gesamtwochen, AuszeichnungChartplatzierungen (Jahr, Titel, Platzierungen, Wochen, Auszeichnungen, Anmerkungen) | Anmerkungen                           |
| Jahr | Titel                                       | FR | BEW | CH | Anmerkungen                           |
| ---- | ------------------------------------------- | --- | --- | --- | ------------------------------------- |
| 1975 | Michel Delpech                              | FR98 (3 Wo.)FR | — | — | Charteinstieg in FR erst 2016         |
| 2001 | CD Story                                    | — | BEW119 (1 Wo.)BEW | — | Charteinstieg in BEW erst 2016        |
| 2004 | Les plus grands succès en version originale | FR12 Gold · (23 Wo.)FR | — | CH53 (1 Wo.)CH | Charteinstieg in FR und CH erst 2016  |
| 2006 | Gold                                        | FR49 (4 Wo.)FR | — | — | Charteinstieg in FR erst 2016         |
| 2007 | Le best of                                  | FR24 (18 Wo.)FR | BEW168 (1 Wo.)BEW | — | Charteinstieg in FR und BEW erst 2015 |
| 2007 | Les 50 plus belles chansons                 | — | BEW49 (14 Wo.)BEW | — | Charteinstieg BEW erst 2015           |
| 2008 | Inventaires - Les 100 plus belles chansons  | — | BEW124 (3 Wo.)BEW | — | Charteinstieg in BEW erst 2015        |
| 2009 | Les n°1 de Michel Delpech                   | — | BEW97 (1 Wo.)BEW | — | Charteinstieg in BEW erst 2016        |
| 2015 | L’essentiel des albums studio 1964-2009     | FR64 (6 Wo.)FR | — | — |                                       |
| 2016 | Best Of - 40 titres                         | FR44 (8 Wo.)FR | BEW34 (22 Wo.)BEW | — |                                       |
| 2021 | Photos souvenirs                            | FR116 (2 Wo.)FR | BEW119 (6 Wo.)BEW | — |                                       |

grau schraffiert: keine Chartdaten aus diesem Jahr verfügbar
Weitere Kompilationen
- 1988: Master Série - Vol. 1 (FR: ×2Doppelgold )
- 1990: J’étais un ange
- 1990: Le Grandes Chansons (FR: ×2Doppelgold )
- 1999: Fan de toi, 2 CDs
- 2007: Le best of
- 2008: Fan de toi, 3 CDs
- 2009: Best of
- 2015: Les plus grands succès en version originale

### Singles
| Jahr | Titel Album                                      | Höchstplatzierung, Gesamtwochen, AuszeichnungChartplatzierungen (Jahr, Titel, Album, Platzierungen, Wochen, Auszeichnungen, Anmerkungen) | Höchstplatzierung, Gesamtwochen, AuszeichnungChartplatzierungen (Jahr, Titel, Album, Platzierungen, Wochen, Auszeichnungen, Anmerkungen) | Höchstplatzierung, Gesamtwochen, AuszeichnungChartplatzierungen (Jahr, Titel, Album, Platzierungen, Wochen, Auszeichnungen, Anmerkungen) | Höchstplatzierung, Gesamtwochen, AuszeichnungChartplatzierungen (Jahr, Titel, Album, Platzierungen, Wochen, Auszeichnungen, Anmerkungen) | Anmerkungen                   | [↑]: gemeinsam behandelt mit vorhergehendem Eintrag; [←]: in beiden Charts platziert |
| Jahr | Titel Album                                      | FR | BEF | BEW | DE | Anmerkungen                   |                                                                                      |
| ---- | ------------------------------------------------ | --- | --- | --- | --- | ----------------------------- | ------------------------------------------------------------------------------------ |
| 1965 | Chez Laurette Inventaire 66                      | FR30 (3 Wo.)FR | BEF24 (12 Wo.)BEF [BEW: ←] | BEF24 (12 Wo.)BEF [BEW: ←] | — | Charteinstieg in FR erst 2016 |                                                                                      |
| 1966 | Inventaire 66                                    | — | BEF40 (4 Wo.)BEF [BEW: ←] | BEF40 (4 Wo.)BEF [BEW: ←] | — |                               |                                                                                      |
| 1967 | Il faut regarder les étoiles –                   | — | BEF20 (10 Wo.)BEF [BEW: ←] | BEF20 (10 Wo.)BEF [BEW: ←] | — |                               |                                                                                      |
| 1968 | Les petits cailloux blancs –                     | — | BEF49 (1 Wo.)BEF [BEW: ←] | BEF49 (1 Wo.)BEF [BEW: ←] | — |                               |                                                                                      |
| 1969 | Wight Is Wight –                                 | FR43 (3 Wo.)FR | BEF2 (22 Wo.)BEF [BEW: ←] | BEF2 (22 Wo.)BEF [BEW: ←] | — | Charteinstieg in FR erst 2016 |                                                                                      |
| 1970 | Chérie Lise –                                    | — | BEF24 (8 Wo.)BEF [BEW: ←] | BEF24 (8 Wo.)BEF [BEW: ←] | — |                               |                                                                                      |
| 1970 | Un coup de pied dans la montagne Michel Delpech  | — | BEF22 (11 Wo.)BEF [BEW: ←] | BEF22 (11 Wo.)BEF [BEW: ←] | — |                               |                                                                                      |
| 1971 | Pour un flirt –                                  | FR26 (3 Wo.)FR | BEF1 (24 Wo.)BEF [BEW: ←] | BEF1 (24 Wo.)BEF [BEW: ←] | DE21 (12 Wo.)DE | Charteinstieg in FR erst 2016 |                                                                                      |
| 1972 | La vie, la vie –                                 | — | BEF17 (11 Wo.)BEF [BEW: ←] | BEF17 (11 Wo.)BEF [BEW: ←] | — |                               |                                                                                      |
| 1972 | L’amour en wagon-lit –                           | — | BEF30 (6 Wo.)BEF [BEW: ←] | BEF30 (6 Wo.)BEF [BEW: ←] | — |                               |                                                                                      |
| 1972 | Fan de toi –                                     | — | BEF7 (15 Wo.)BEF [BEW: ←] | BEF7 (15 Wo.)BEF [BEW: ←] | — |                               |                                                                                      |
| 1972 | Que Marianne était jolie –                       | FR40 (3 Wo.)FR | BEF11 (12 Wo.)BEF [BEW: ←] | BEF11 (12 Wo.)BEF [BEW: ←] | — | Charteinstieg in FR erst 2016 |                                                                                      |
| 1973 | Les aveux –                                      | — | BEF15 (10 Wo.)BEF [BEW: ←] | BEF15 (10 Wo.)BEF [BEW: ←] | — |                               |                                                                                      |
| 1973 | Rimbaud chanterait –                             | — | BEF33 (6 Wo.)BEF [BEW: ←] | BEF33 (6 Wo.)BEF [BEW: ←] | — |                               |                                                                                      |
| 1973 | Les divorcés –                                   | FR42 (3 Wo.)FR | BEF1 (21 Wo.)BEF [BEW: ←] | BEF1 (21 Wo.)BEF [BEW: ←] | — | Charteinstieg in FR erst 2016 |                                                                                      |
| 1974 | Je pense à toi Le chasseur                       | — | BEF20 (7 Wo.)BEF [BEW: ←] | BEF20 (7 Wo.)BEF [BEW: ←] | — |                               |                                                                                      |
| 1974 | Je l’attendais Le chasseur                       | — | BEF17 (9 Wo.)BEF [BEW: ←] | BEF17 (9 Wo.)BEF [BEW: ←] | — |                               |                                                                                      |
| 1975 | Le chasseur (Les oies sauvages) Le chasseur      | FR22 (3 Wo.)FR | BEF5 (17 Wo.)BEF [BEW: ←] | BEF5 (17 Wo.)BEF [BEW: ←] | — | Charteinstieg in FR erst 2016 |                                                                                      |
| 1975 | Quand j’étais chanteur                           | FR10 (4 Wo.)FR | BEF4 (14 Wo.)BEF [BEW: ←] | BEF4 (14 Wo.)BEF [BEW: ←] | — | Charteinstieg in FR erst 2016 |                                                                                      |
| 1976 | Ce lundi-là Quand j’étais chanteur               | — | BEF12 (10 Wo.)BEF [BEW: ←] | BEF12 (10 Wo.)BEF [BEW: ←] | — |                               |                                                                                      |
| 1976 | Tu me fais planer Quand j’étais chanteur         | FR147 (1 Wo.)FR | BEF24 (8 Wo.)BEF [BEW: ←] | BEF24 (8 Wo.)BEF [BEW: ←] | — | Charteinstieg in FR erst 2016 |                                                                                      |
| 1976 | La fille avec des baskets Quand j’étais chanteur | — | BEF27 (7 Wo.)BEF [BEW: ←] | BEF27 (7 Wo.)BEF [BEW: ←] | — |                               |                                                                                      |
| 1977 | Le Loir-et-Cher –                                | FR49 (2 Wo.)FR | BEF5 (15 Wo.)BEF [BEW: ←] | BEF5 (15 Wo.)BEF [BEW: ←] | — | Charteinstieg in FR erst 2016 |                                                                                      |
| 1977 | Fais un bébé –                                   | — | BEF19 (5 Wo.)BEF [BEW: ←] | BEF19 (5 Wo.)BEF [BEW: ←] | — |                               |                                                                                      |
| 1984 | Loin d’ici –                                     | FR47 (4 Wo.)FR | — | — | — |                               |                                                                                      |
| 2013 | La fin du chemin –                               | FR82 (3 Wo.)FR | — | — | — | Charteinstieg in FR erst 2016 |                                                                                      |

grau schraffiert: keine Chartdaten aus diesem Jahr verfügbar
Weitere Singles
- 1964: Anatole
- 1981: Bombay